# Maestro de la Colección Pacully

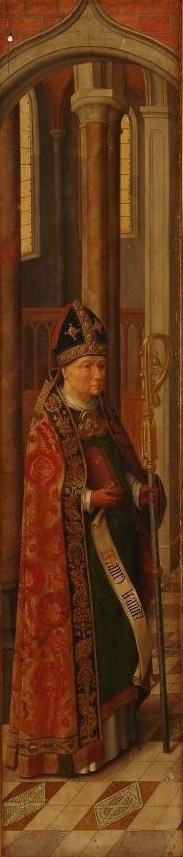
San Leandro, óleo sobre tabla, 179 x 40 cm, Valladolid, Museo Nacional de Escultura.

Maestro de la Colección Pacully es como se conoce a un pintor anónimo de estilo flamenco, seguidor de Hans Memling y autor de una tabla con la Imposición de la casulla a san Ildefonso que hasta 1903 se encontraba en la colección del anticuario parisino Émile Pacully, tras haber pertenecido a la colección del infante Sebastián de Borbón.
Como pertenecientes al mismo retablo de la Imposición de la casulla a san Ildefonso, con la que comparten fondo arquitectónico, se  conservan dos tablas procedentes de las calles laterales, con San Isidoro y San Leandro, propiedad del Museo Nacional de Escultura de Valladolid en el que ingresaron a raíz de la desamortización de Mendizábal, cuando podría haberse desmembrado el retablo, y un apostolado completo agrupado en tres tablas procedentes de la predela, conservadas las laterales en el Museo del Prado y la central en colección particular madrileña, hasta 2024 en que fue adquirida por el Estado para el museo vallisoletano.
Por el carácter netamente español de los asuntos representados y su procedencia vallisoletana, se tuvo por obra de algún maestro hispanoflamenco castellano o activo en Valladolid, con buen conocimiento de la pintura que se hacía en los talleres de Brujas, donde podría haberse formado y, según Chandler R. Post, con alguna influencia de Fernando Gallego. Sin embargo, últimamente se apunta la posibilidad de que se trate de obra importada, tratándose probablemente del retablo encargado por Juan Alfonso de Logroño a un ignorado taller flamenco con destino a la capilla funeraria que en el monasterio de San Benito el Real de Valladolid tenía su hermano, el canciller de los Reyes Católicos Alonso Sánchez de Logroño, del que se decía que era «asaz rico e bien obrado».
El estudio técnico de las dos tablas propiedad del Museo del Prado, donde su autoría ha pasado a ser asignada al taller del Maestro de la Leyenda de Santa Lucía, ha permitido confirmar la procedencia nórdica, por la presencia de blanco de creta en el aparejo, un procedimiento propio de los Países Bajos pero no de España, al tiempo que la dendrocronología apunta que la madera del soporte pudo ser empleada en 1461 o más tarde.